# كولن غرينلاند
كولن غرينلاند (بالإنجليزية: Colin Greenland)‏‏ (17 مايو 1954 في دوفر - ) كاتب، وروائي، وكاتب خيال علمي من المملكة المتحدة.

## الجوائز
- جائزة آرثر سي كلارك

## روابط خارجية
- كولن غرينلاند على موقع IMDb (الإنجليزية)